# Endothenia intrusa
Endothenia intrusa es una especie de polilla del género Endothenia, categorizada en la tribu Olethreutini, de la subfamilia Olethreutinae.

## Distribución
Se distribuye por Nigeria.

## Taxonomía
Fue descrita por Razowski & Wojtusiak en 2012 y publicada en (Endothenia), Acta Zool. Cracov. 55: 83.